# 파키스탄계 미국인
파키스탄계 미국인(우르두어: پاکستانی امریکی)은 미국 시민 중 파키스탄에 전체 또는 부분적인 조상을 둔 사람들로, 단순히 미국에 거주하는 파키스탄인을 의미하기도 한다. 이들은 펀자브인 또는 무하지르인과 같이 파키스탄의 다양한 민족 집단 출신일 수 있다. 이 용어는 파키스탄과 미국 이중 국적을 가진 사람들을 지칭할 수도 있다. 파키스탄계 미국인 디아스포라의 교육 수준과 가구 소득은 미국 전체 인구에 비해 훨씬 높다. 2019년 기준으로 약 554,202명의 스스로를 파키스탄계 미국인이라고 밝힌 사람들이 있었으며, 이는 미국 인구의 약 0.187%, 아시아계 미국인의 약 2.50%를 차지하며, 더 구체적으로는 남아시아계 미국인의 약 8%를 차지한다.

## 미국의 역사
현대 파키스탄(이전의 영국령 인도) 출신 이민자들은 19세기부터 캘리포니아주, 오리건주, 워싱턴주 서부 주에서 농업, 벌목, 광업에 종사하며 미국으로 이주하기 시작했다. 루스-셀러 법이 통과되면서 이 이민자들은 귀화를 통해 미국 시민권을 취득할 수 있게 되었다. 미국 이민귀화국 보고서에 따르면, 1947년부터 1965년 사이에 미국으로 입국한 파키스탄 이민자는 2,500명에 불과했으며, 대부분은 미국 대학을 졸업한 후 미국에 정착하기로 결정한 학생들이었다. 이는 미국 내 독자적인 파키스탄 공동체의 시작을 알렸다. 그러나 린든 B. 존슨 대통령이 국가별 이민 쿼터를 폐지하고 전문 경력과 교육을 기반으로 한 이민을 도입하는 이민 및 국적법 (1965년)에 서명한 후, 미국으로 이민 오는 파키스탄인의 수가 급격히 증가했다. 1990년 미국 인구 조사에 따르면 파키스탄계 미국인 인구는 100,000명이었다. 2005년에는 이 수치가 210,000명 이상으로 두 배 이상 증가했다. 2023년, 몬로타운십의 몬로 타운십 고등학교는 뉴저지 최초의 고등학교 크리켓 팀을 출범시켰다. 텍사스에서는 자인 학(Zain Haq)이 샌안토니오 고등학교 크리켓 협회(SAHSCA)를 창설하며 최초의 공식 고등학교 크리켓 리그를 출범시켰다.

## 민족 분류
미국 인구조사국의 파키스탄계 미국인 분류는 역사적으로 변화를 겪었다. 1970년 미국 인구 조사를 위해 모든 남아시아인은 백인으로 분류되었다. 2020년 미국 인구 조사를 위해 파키스탄계 미국인은 아시아계 미국인으로 분류되었다.

### 자기 식별
1990년 미국 인구 조사를 바탕으로 한 남아시아인계 미국인의 민족 식별에 대한 연구에서, 미국에 거주하는 파키스탄인 299명의 표본은 6.7%가 백인, 0.3%가 흑인으로 식별되었지만, 대다수는 아시아인으로 식별되었다.

## 인구 통계
| 연도 | 인구    | ±% p.a. |
| ---- | ------- | ------- |
| 2000 | 204,309 | —       |
| 2010 | 409,163 | +7.19%  |
| 2011 | 390,861 | −4.47%  |
| 2012 | 409,966 | +4.89%  |
| 2013 | 480,585 | +17.23% |
| 2014 | 489,166 | +1.79%  |
| 2015 | 518,769 | +6.05%  |

| 연도 | 인구    | ±% p.a. |
| ---- | ------- | ------- |
| 2016 | 500,433 | −3.53%  |
| 2017 | 544,640 | +8.83%  |
| 2018 | 526,956 | −3.25%  |
| 2019 | 554,202 | +5.17%  |
| 2021 | 629,946 | +6.61%  |
| 2023 | 684,438 | +4.24%  |

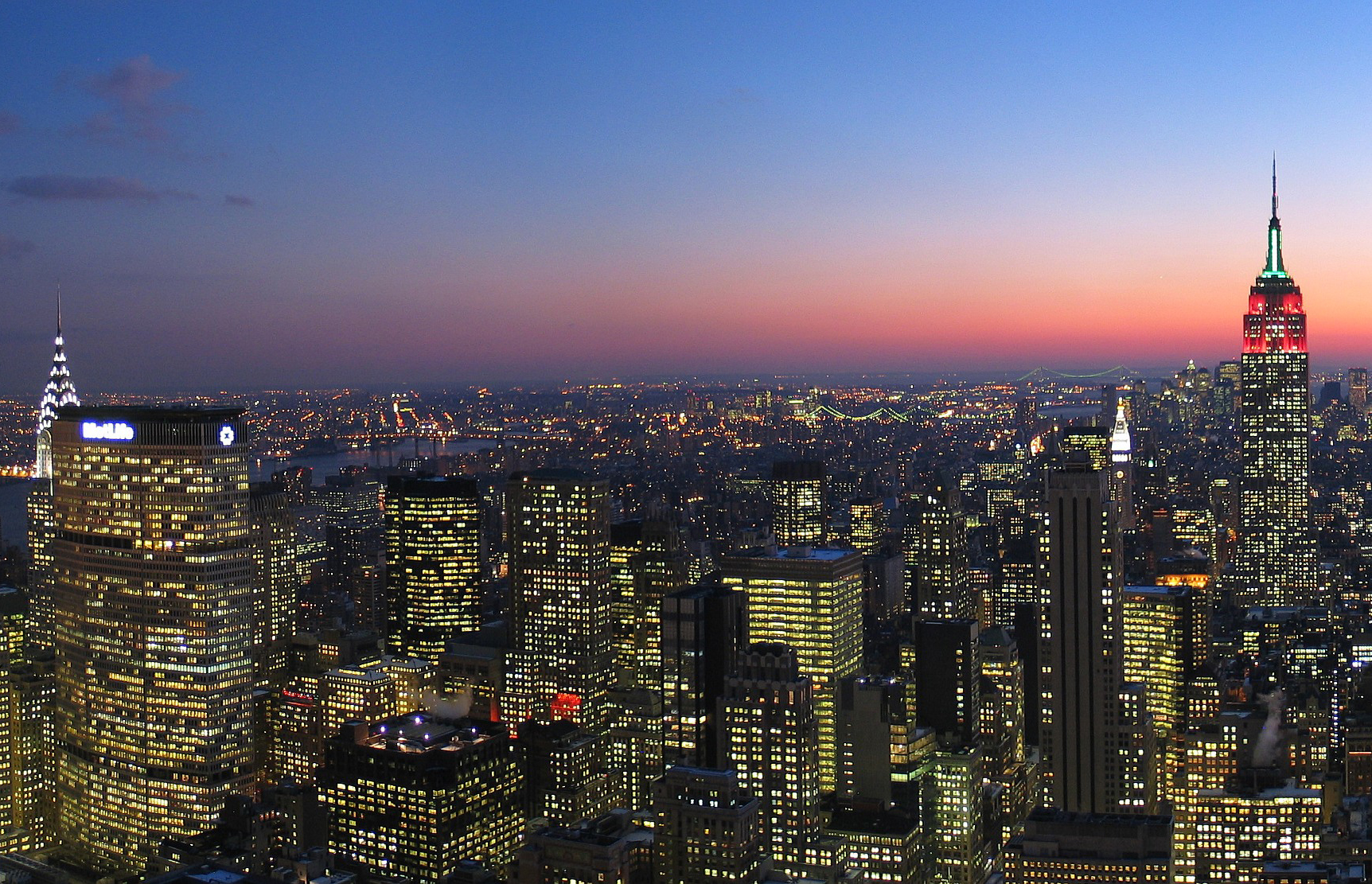
뉴욕과 뉴욕주 롱아일랜드를 포함한 뉴욕 대도시권은 가장 많은 파키스탄계 미국인 인구가 거주하는 지역이다.

2021년 미국 인구조사국은 미국 거주자 중 파키스탄인 혈통의 인구가 629,946명으로 추정했으며, 이는 2010년 인구 조사 당시 409,163명에서 증가한 수치이다. 일부 연구는 파키스탄계 인구가 훨씬 더 많을 것으로 추정하며, 2005년 주미 파키스탄 대사관은 인구가 700,000명을 초과한다고 밝혔다. 파키스탄은 미국으로의 이민 출신국 중 12번째로 높은 순위를 차지한다.
파키스탄계 미국인의 약 50%는 펀자브어를, 30%는 우르두어를 사용하며, 나머지는 신디어, 파슈토어, 발루치어, 메몬어, 카슈미르어와 같은 언어를 사용한다.
미국 내 파키스탄 인구 통계에 대한 가장 체계적인 연구는 아딜 나잠 박사의 저서 베푸는 공동체의 초상(Portrait of a Giving Community)에 있는데, 이 책은 인구를 500,000명으로 추정한다.

### 주별 총 인구

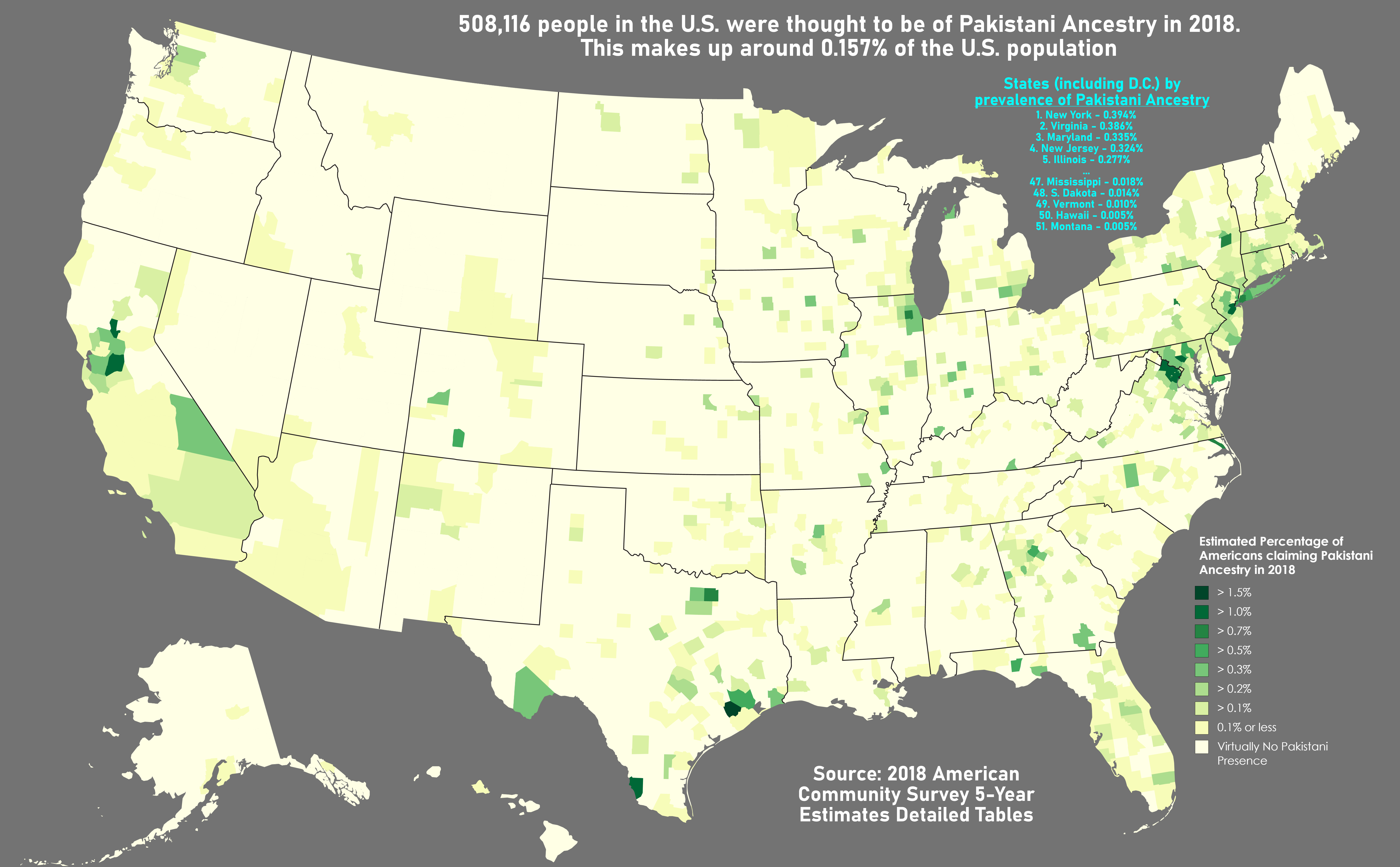
2018년 카운티별 파키스탄 혈통 미국인 분포

아래는 2018년 아메리칸 커뮤니티 서베이에 따른 파키스탄계 거주자 추정 인구 기준으로 50개 미국 주와 컬럼비아 특별구를 순위로 나타낸 것이다.
1. 뉴욕주 – 77,352
2. 텍사스주 – 74,712
3. 캘리포니아주 – 63,038
4. 일리노이주 – 35,496
5. 버지니아주 – 32,474
6. 뉴저지주 – 28,792
7. 메릴랜드주 – 20,140
8. 플로리다주 – 17,783
9. 조지아주 – 14,436
10. 펜실베이니아주 – 12,580
11. 미시간주 – 11,415
12. 매사추세츠주 – 8,466
13. 노스캐롤라이나주 – 6,721
14. 워싱턴주 – 6,483
15. 코네티컷주 – 6,454
16. 오하이오주 – 5,131
17. 미주리주 – 4,776
18. 인디애나주 – 4,049
19. 위스콘신주 – 3,134
20. 애리조나주 – 2,786
21. 오클라호마주 – 2,588
22. 미네소타주 – 2,415
23. 테네시주 – 2,338
24. 앨라배마주 – 2,055
25. 루이지애나주 – 1,987
26. 콜로라도주 – 1,969
27. 캔자스주 – 1,758
28. 네바다주 – 1,663
29. 아칸소주 – 1,623
30. 아이오와주 – 1,393
31. 켄터키주 – 1,255
32. 오리건주 – 1,194
33. 델라웨어주 – 1,082
34. 사우스캐롤라이나주 – 966
35. 컬럼비아 특별구 – 801
36. 로드아일랜드주 – 775
37. 유타주 – 751
38. 뉴멕시코주 – 704
39. 뉴햄프셔주 – 679
40. 웨스트버지니아주 – 556
41. 미시시피주 – 547
42. 네브래스카주 – 445
43. 아이다호주 – 309
44. 메인주 – 266
45. 노스다코타주 – 186
46. 와이오밍주 – 156
47. 알래스카주 – 136
48. 사우스다코타주 – 117
49. 하와이주 – 75
50. 버몬트주 – 63
51. 몬태나주 – 53

### 주별 인구 비중

미국 인구조사국 미국 지역사회조사 (2015 – 2019)에 따른 주별 파키스탄계 미국인

아래는 2018년 아메리칸 커뮤니티 서베이에 따른 파키스탄계 거주자의 추정 비율 기준으로 50개 미국 주와 컬럼비아 특별구를 순위로 나타낸 것이다.
1. 뉴욕주 – 0.394%
2. 버지니아주 – 0.386%
3. 메릴랜드주 – 0.335%
4. 뉴저지주 – 0.324%
5. 일리노이주 – 0.277%
6. 텍사스주 – 0.268%
7. 코네티컷주 – 0.180%
8. 캘리포니아주 – 0.161%
9. 조지아주 – 0.140%
10. 매사추세츠주 – 0.124%
11. 컬럼비아 특별구 – 0.117%
12. 미시간주 – 0.115%
13. 델라웨어주 – 0.114%
14. 펜실베이니아주 – 0.098%
15. 워싱턴주 – 0.089%
16. 플로리다주 – 0.086%
17. 미주리주 – 0.078%
18. 로드아일랜드주 – 0.073%
19. 노스캐롤라이나주 – 0.066%
20. 오클라호마주 – 0.066%
21. 인디애나주 – 0.061%
22. 캔자스주 – 0.060%
23. 네바다주 – 0.057%
24. 아칸소주 – 0.054%
25. 위스콘신주 – 0.054%
26. 뉴햄프셔주 – 0.051%
27. 아이오와주 – 0.044%
28. 오하이오주 – 0.044%
29. 미네소타주 – 0.044%
30. 루이지애나주 – 0.043%
31. 앨라배마주 – 0.042%
32. 애리조나주 – 0.040%
33. 콜로라도주 – 0.036%
34. 테네시주 – 0.035%
35. 뉴멕시코주 – 0.034%
36. 웨스트버지니아주 – 0.030%
37. 오리건주 – 0.029%
38. 켄터키주 – 0.028%
39. 와이오밍주 – 0.027%
40. 노스다코타주 – 0.025%
41. 유타주 – 0.025%
42. 네브래스카주 – 0.023%
43. 메인주 – 0.020%
44. 사우스캐롤라이나주 – 0.019%
45. 알래스카주 – 0.018%
46. 아이다호주 – 0.018%
47. 미시시피주 – 0.018%
48. 사우스다코타주 – 0.014%
49. 버몬트주 – 0.010%
50. 하와이주 – 0.005%
51. 몬태나주 – 0.005%

### 뉴욕 대도시권
뉴욕 대도시권 통합 통계 지역은 뉴욕, 롱아일랜드, 그리고 뉴욕주의 인접 지역뿐만 아니라 뉴저지주 (트렌턴까지 확장), 코네티컷주 (브리지포트까지 확장), 그리고 펜실베이니아주 파이크군의 인근 지역으로 구성되어 있으며, 미국 내 어떤 대도시권보다 가장 많은 파키스탄계 미국인 인구를 보유하고 있으며, 가장 많은 합법 영주권자 파키스탄 이민자를 유치한다. 대도시권 내에서 뉴욕 자체는 2000년 미국 인구 조사 기준으로 약 34,310명의 인구를 가진 미국 도시 중 가장 큰 파키스탄계 미국인 집중 지역으로, 주로 퀸스와 브루클린 자치구에 거주한다. 이러한 수치는 파키스탄계 미국인이 뉴욕에서 다섯 번째로 큰 아시아계 미국인 집단임을 보여준다. 2000년부터 2006년까지 이 수치는 34,310명에서 60,000명으로 증가했다. 불법체류 인구를 포함하면 인구는 대략 70,000명으로 확장된다. 파키스탄 국제항공은 2017년까지 퀸스의 존 F. 케네디 국제공항에 서비스를 제공했다. 뉴욕시는 수십 년 동안 북미 최대 규모의 파키스탄의 날 퍼레이드를 개최해왔지만, 뉴저지주 최초의 연례 파키스탄의 날 퍼레이드는 2015년 8월 16일 에디슨과 우드브리지에서 열렸다.

### 캘리포니아
실리콘 밸리에는 10,000명의 파키스탄인이 종사하고 있으며, 대부분 정보 기술, 소프트웨어 개발, 컴퓨터 과학 분야에서 일하는 것으로 추정된다. 1990년부터 2000년까지 샌프란시스코 베이 에어리어의 파키스탄 인구는 3,477명에서 6,119명으로 76% 증가했다.
현대 파키스탄이 존재하기 전부터, 영국령 라지 출신의 무슬림들은 1902년부터 서해안, 특히 유바시티로 광업 및 벌목 일자리를 찾아 파도처럼 이주해 왔다. 미국에서 가장 오래된 무슬림 공동체와 가장 큰 시크교 공동체 중 일부는 오늘날까지 유바시티에 남아 있다.

### 시카고
데번 애비뉴에는 파키스탄 건국자 무함마드 알리 진나와 마하트마 간디를 기리기 위해 인도 및 파키스탄 상점들을 위해 두 사람의 이름을 딴 교차로가 있다.

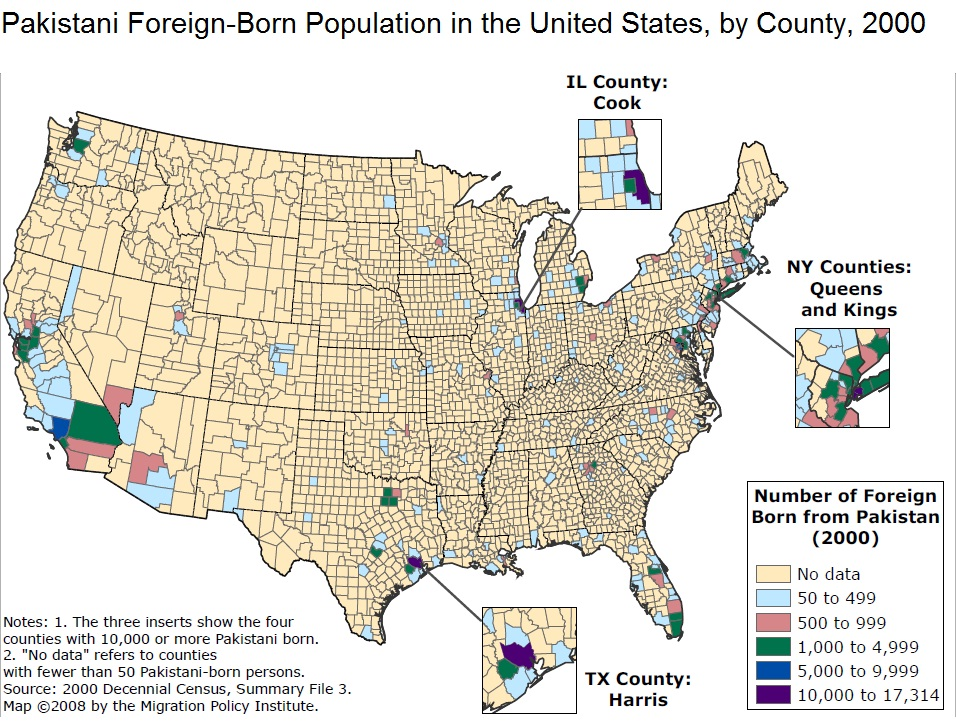
2000년 미국 내 파키스탄 출생 인구 분포

### 텍사스
텍사스에는 2018년 기준으로 약 70,000명의 파키스탄 인구가 거주하는 것으로 추정된다. 이들은 주로 오스틴, 댈러스-포트워스, 휴스턴, 그리고 샌안토니오 대도시권에 집중되어 있다.
이 공동체는 의학, IT, 공학 분야의 전문가들; 섬유, 제조, 부동산, 경영 분야 종사자들; 그리고 여행사, 모텔, 식당, 편의점, 주유소와 같은 소규모 사업에 종사하는 사람들로 구성된다.

### 다른 도시들
새로 도착한 파키스탄 이민자들은 대부분 뉴욕, 패터슨, 로스앤젤레스, 애틀랜타, 보스턴, 샌디에고, 샌프란시스코, 시카고, 덴버, 디트로이트와 같은 도시에 정착한다. 다른 남아시아인들처럼, 파키스탄인들도 일반적으로 주요 도시 지역에 정착한다. 파키스탄계 미국인들은 애리조나주, 아칸소주, 콜로라도주, 코네티컷주, 조지아주, 루이지애나주, 매사추세츠주, 미시간주, 네바다주, 뉴잉글랜드, 뉴멕시코주, 오하이오주, 오클라호마주, 오리건주, 시애틀, 버지니아주, 컬럼비아 특별구, 위스콘신주, 유타주에서도 많이 볼 수 있다. 프리몬트 (캘리포니아주)는 미국에서 가장 많은 파슈툰족 인구가 거주하며, 이들 중 상당수는 파키스탄에서 이민 왔다.
파키스탄계 혈통이 가장 높은 미국 지역으로는 매디슨 파크 (뉴저지주) (5.7%); 헤릭스 (뉴욕주) (4.1%); 분튼 (뉴저지주) (4%); 링컨니아 (버지니아주) (3%); 스태퍼드 (텍사스주) (2%); 그리고 아베넬 (뉴저지주) (2%)가 있다.

## 문화

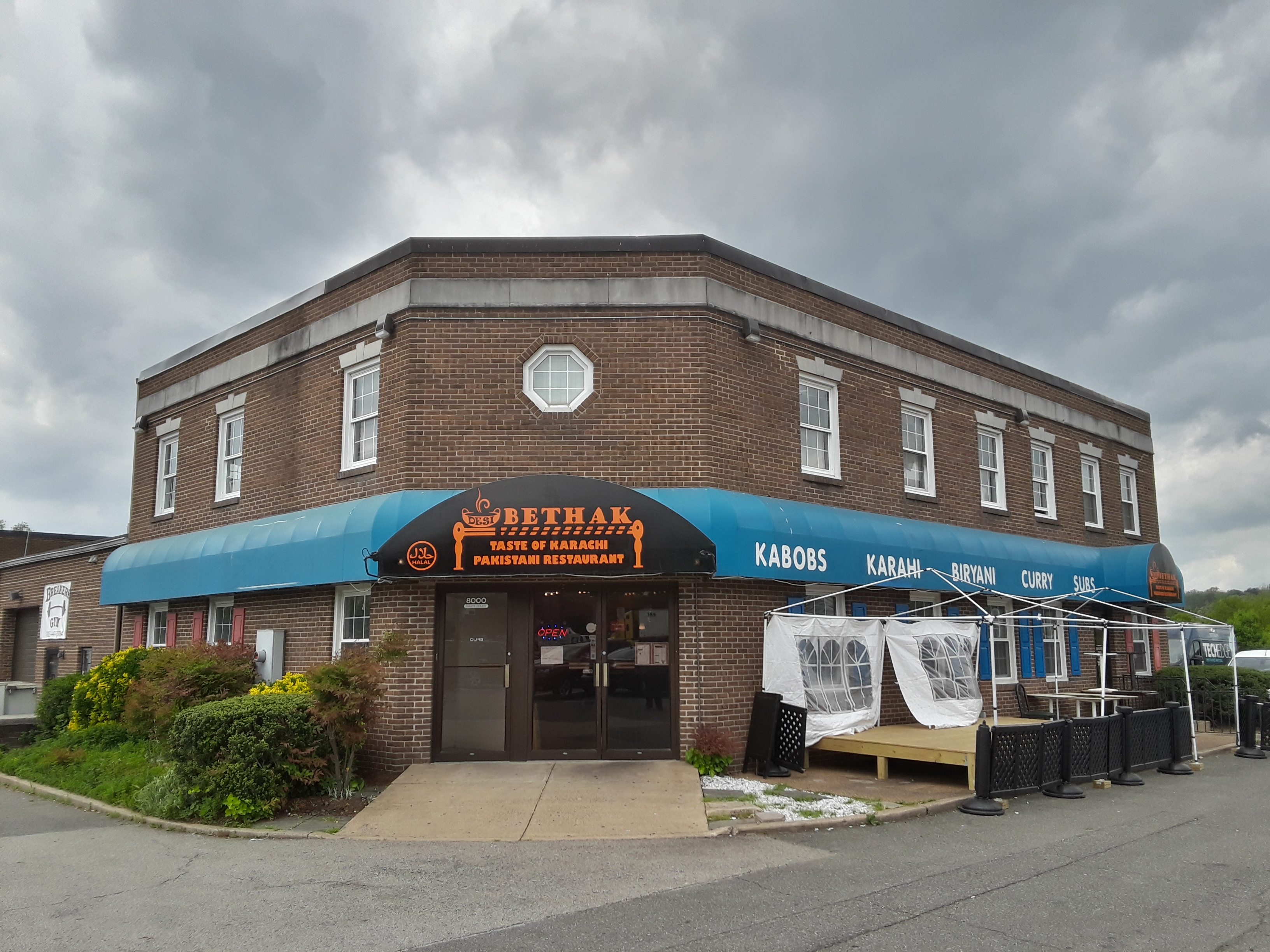
버지니아주 뉴잉턴의 파키스탄 식당

"아시아계 미국인" 또는 "남아시아계 미국인"이라는 용어와 마찬가지로 "파키스탄계 미국인"이라는 용어는 다양한 견해, 가치, 생활 방식, 외모에 적용되는 포괄적인 용어이다. 파키스탄계 미국인들은 강력한 민족적 정체성을 유지하면서도 조상의 문화를 보존하는 동시에 미국 문화에 동화되는 것으로 알려져 있다. 파키스탄계 미국인들은 언어 장벽이 적고(영어는 파키스탄의 공동 공용어이며 전문직 계층에서 널리 사용된다), 교육 수준이 높으며(이민자들은 파키스탄인 중 교육 수준이 불균형적으로 높다), 유사하게 다양하고 비교적 관용적인 다민족 사회 출신이기 때문에 다른 이민 집단보다 더 쉽게 동화되는 것으로 알려져 있다. 국가 정체성 외에도 많은 파키스탄계 미국인들은 자신의 민족 집단(예: 펀자브인, 파슈툰인, 신드인, 무하지르인, 발루치인 등)과도 동일시한다.
파키스탄계 미국인들은 의학, 공학, 금융 및 정보 기술 분야에서 활발하게 활동하고 있다. 파키스탄계 미국인들은 파키스탄 요리를 미국에 들여왔으며, 파키스탄 요리는 각 주요 도시에 수백 개의 파키스탄 식당과 소규모 도시 및 마을에 여러 유사한 식당들이 생기면서 미국에서 가장 인기 있는 요리 중 하나로 자리 잡았다. 미국에는 많은 파키스탄 시장과 상점이 있다. 이러한 시설 중 다수는 요리의 유사성으로 인해 더 넓은 남아시아 관객에게 서비스를 제공한다. 가장 큰 파키스탄 시장 중 일부는 뉴욕, 뉴저지 중부, 워싱턴 D.C., 시카고, 댈러스 및 휴스턴에 있다.

### 언어
파키스탄계 미국인들은 종종 그들의 모국어인 우르두어나 펀자브어를 유지한다. 영어는 파키스탄의 공식 언어이며 전국 학교에서 가르치기 때문에 미국으로 오는 많은 이민자들은 일반적으로 영어를 구사할 수 있다.
미국에 거주하는 많은 파키스탄인들은 펀자브어, 사라이키어, 신드어, 발루치어, 파슈토어, 카슈미르어와 같은 파키스탄의 다양한 지역 언어를 구사한다.

### 종교
대부분의 파키스탄계 미국인은 무슬림이다. 종교는 많은 파키스탄계 미국인 가정에서 중요한 역할을 한다.
대다수의 파키스탄인들은 수니파 무슬림이지만, 상당수의 소수는 시아파 또는 아흐마드파 무슬림이다. 한 시간 이내 운전 거리에 모스크가 없는 작은 미국 마을에서는 파키스탄계 미국인들이 주로 주요 종교 공휴일과 행사(예: 이드)에 가장 가까운 모스크에 참석하기 위해 여행을 한다. 파키스탄계 미국인들은 종종 이슬람 세계의 다른 지역에서 조상을 추적하는 다른 무슬림들과 함께 모스크에서 예배를 드린다. 미국의 모스크는 일반적으로 특정 국적이나 민족 집단에 국한되지 않는다.
파키스탄계 미국인들은 또한 아랍계 미국인, 아프리카계 미국인, 인도계 미국인, 방글라데시계 미국인, 이란계 미국인, 튀르키예계 미국인, 아제르바이잔계 미국인, 인도네시아계 미국인, 말레이시아계 미국인, 알바니아계 미국인, 보스니아계 미국인 등 다른 무슬림 조상을 가진 미국인들을 포함하는 더 큰 이슬람 공동체에 참여하고 기여한다. 파키스탄인들은 이슬람의 원리와 가르침에 대해 미국을 교육하려는 더 큰 무슬림 공동체의 노력에 동참한다. 파키스탄계 미국인들은 미국 전역의 이슬람 학생들의 필요를 충족시키는 무슬림 학생회 (MSA)에서 중요한 역할을 해왔다. 파키스탄계 미국인들은 또한 MSA의 분파로 여겨지는 북미 이슬람 협회와 북미 이슬람 협의회에도 크게 기여했다.
대부분의 파키스탄계 미국인은 무슬림이지만, 일부는 힌두인, 기독교인, 또는 조로아스터교 신자이다. 파키스탄 기독교인들은 아시아 기독교인들처럼 전국 곳곳의 교회에서 예배를 드리고 미국 지배적인 기독교 문화의 종교 생활에 참여한다. 파키스탄 힌두인들은 주로 카라치 출신이며 종교적으로 인도 출신 힌두인들과 교류한다. 최근에는 파키스탄 조로아스터교인(파르시라고 불림)들이 주로 라호르와 카라치에서 미국으로 이주했다. 파키스탄 조로아스터교인들은 종교적으로 조로아스터교를 믿는 이란 출신 동포들과 교류한다.

## 주목할 만한 기여
파키스탄계 미국인들은 과학, 정치, 군사, 스포츠, 박애주의, 사업 분야에서 미국에 많은 기여를 해왔다.

### 사업 및 금융
샤히드 칸은 자동차 부품 회사와 NFL 팀 잭슨빌 재규어스의 소유주인 파키스탄계 미국인 억만장자 사업가이다. 2012년 기준으로 그의 순자산은 60억 달러를 초과하는 것으로 추정되었으며, 가장 부유한 미국인 포브스 400 목록에서 179위를 차지했다. 포브스는 또한 그를 세계에서 491번째로 부유한 인물로 선정했다.

### 교육
아미르 후세인은 이슬람 학자이자 미국 종교 학회 회장이다. 오마르 술레이만과 누만 알리 칸 같은 학자들은 미국에서 이슬람을 전파하고 있다.

### 박애주의
2002년, 이 공동체는 거의 10억 달러에 달하는 자선 활동(자원봉사 시간 가치 포함)에 기여했다. 파키스탄 디아스포라가 수년에 걸쳐 국제적으로 확산되면서, 해외에 거주하는 많은 파키스탄인들은 파키스탄 발전을 위해 시간, 돈, 재능을 기부하기로 선택한다. 예를 들어, 파카톤은 혁신, 기술, 기업가 정신을 통해 파키스탄인들에게 힘을 실어주는 것을 목표로 한다.

### 군사

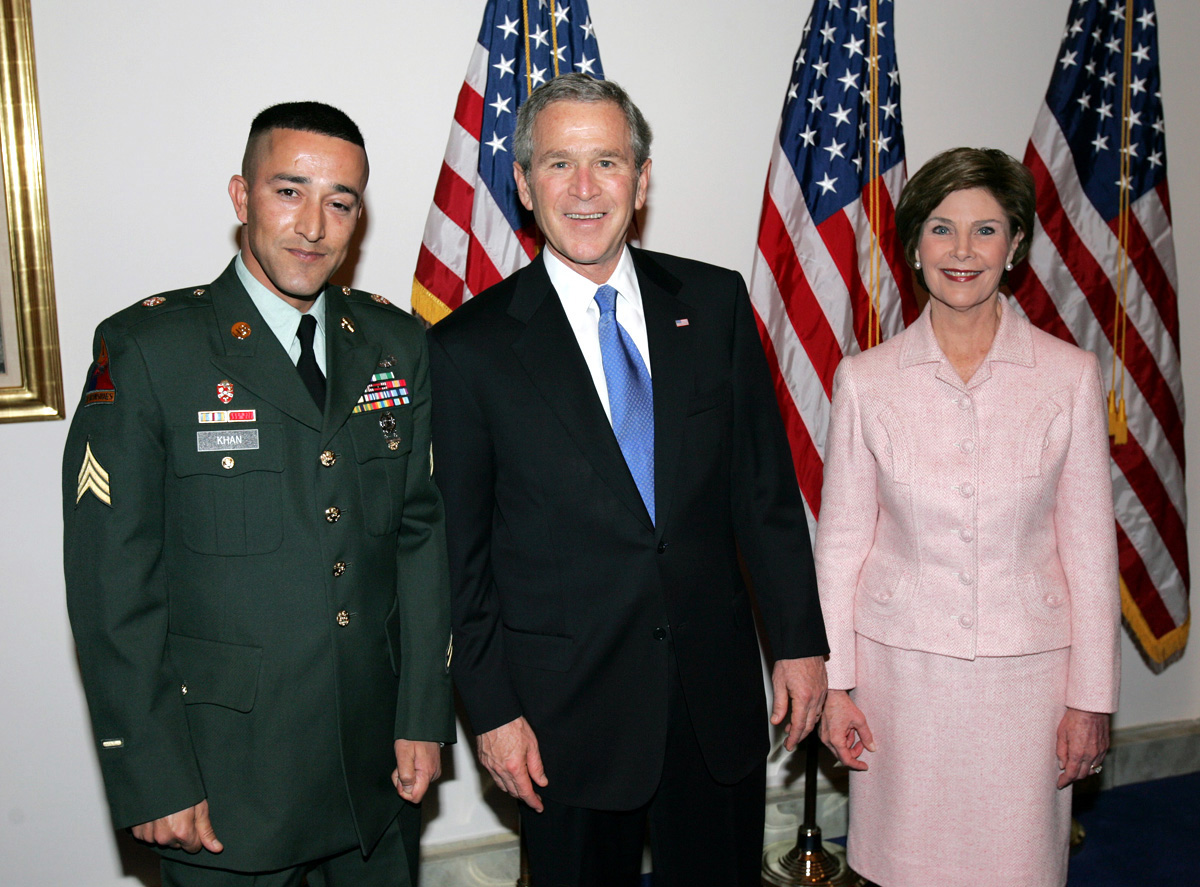
2004년 2월 1일, 미국 국회 의사당에서 당시 조지 W. 부시 대통령과 로라 부시가 파키스탄계 미국인 미국 육군 와심 칸 병장과 함께 2004년 국정 연설에 참석했다.

파키스탄계 미국인 병사들은 미군 내 4,000명 이상의 무슬림 복무자 중 상당 부분을 차지한다. 2008년 2월 기준으로, 남아시아에서 태어난 826명의 미군 복무자 중 125명의 파키스탄 태생 복무자가 미군 현역으로 복무 중이었다. 이 수치는 파키스탄계 미국인 태생 복무자를 포함하지 않는다.
파키스탄계 미국인 군인들은 미국 정보 작전을 지원했으며, 아프가니스탄에서 통역사, 심문관, 연락관으로 활동했다. 그들의 파슈토어와 다리어와 같은 현지 언어 지식은 협조 활동을 촉진하는 데 도움이 된다.
- 후마윤 사킵 무아잠 칸 대위는 후마윤 사킵 무아잠 칸은 파키스탄계 미국인 병사로, 사후 브론즈 스타 훈장과 퍼플 하트 훈장을 받았다. 그는 이라크에서 전사했으며 알링턴 국립묘지에 안장되었다.[47] 칸의 부모인 히즈르 칸과 가잘라 칸은 2016년 민주당 전당대회에 참석하여 도널드 트럼프의 무슬림에 대한 견해에 이의를 제기했다.[48]
- 이라크에서 사망한 또 다른 파키스탄계 미국인으로 브론즈 스타 훈장과 퍼플 하트 훈장을 받은 사람은 카림 라샤드 술탄 칸이다.[49] 다른 이들은 해외 군 매점에서 일하는 등 다양한 직책을 수행했다.[50]
- 나비드 자말리는 미국 해군 예비군 정보 장교이다.[51]
- 아티프 카르니는 8년 동안 이라크를 포함하여 미 해병대에서 복무한 전직 해병대원이며, 버지니아 교육부 장관으로 임명된 민주당 정치인이다.[52]

### 엔터테인먼트
- 샤얀 칸은 배우이자 영화 제작자이다.

### 스포츠
- 지브란 함단 쿼터백은 NFL에서 뛴 최초의 파키스탄계 선수이다.
- 무스타파 알리는 WWE에서 경쟁한 최초의 파키스탄계 레슬러이다.

## 사회 경제학

### 직업 및 수입

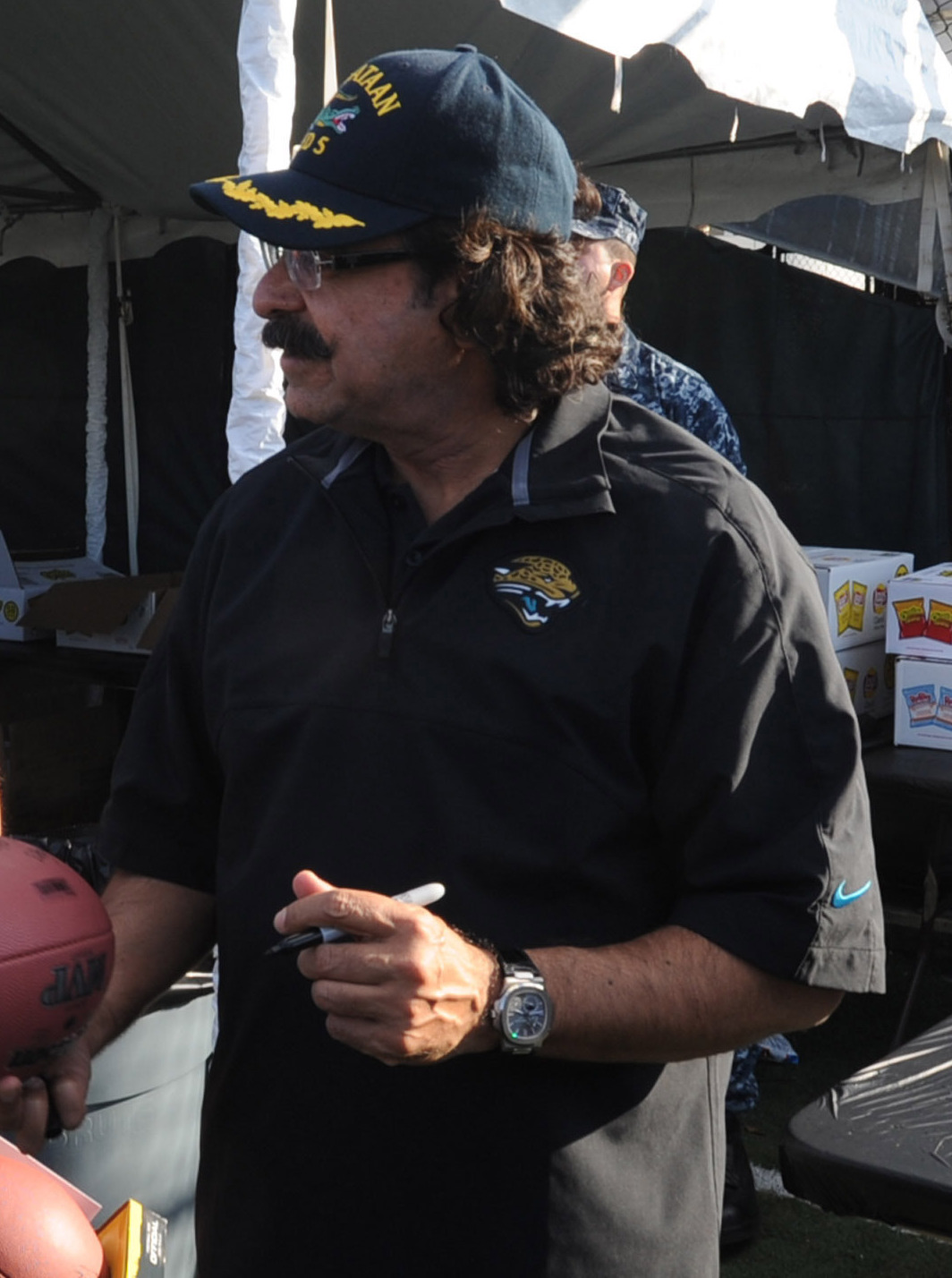
샤히드 칸, 파키스탄계 미국인 억만장자

파키스탄계 미국인 공동체는 일반적으로 편안한 중산층, 상위 중산층 및 상류층 생활 방식을 영위한다. 많은 파키스탄계 미국인들은 부가 증가하면 식당, 식료품 및 편의점, 의류 및 가전제품 상점, 주유소, 신문 가판대, 여행사 등 소규모 사업을 소유하거나 프랜차이즈할 수 있게 되는 다른 미국 이민자들의 거주 패턴을 따른다. 가족 구성원 및 때로는 가까운 공동체 구성원을 사업에 포함하는 것이 일반적이다.
파키스탄 공동체의 구성원들은 주택 소유의 상징적 중요성을 믿는다. 따라서 파키스탄계 미국인들은 가능한 한 빨리 자신의 집을 구매하기 위해 초기에 돈을 저축하고 다른 금전적 희생을 하는 경향이 있다. 가족 구성원과 때로는 가까운 공동체가 서로를 돌보고 경제적 어려움이 있을 때 돕는 경향이 있다. 따라서 정부 기관보다는 공동체 구성원에게 경제적 도움을 요청하는 것이 더 일반적이다. 이는 파키스탄계 미국인들의 복지 및 공공 지원 사용이 상대적으로 낮은 이유이다. 2000년 미국 인구 조사에 따르면 2002년 미국의 평균 가구 소득은 연간 57,852달러였으며, 파키스탄인을 포함하는 아시아계 가구의 경우 70,047달러였다. 2005년 미국 커뮤니티 서베이에서 실시한 별도의 연구에 따르면, 파키스탄계 남성 풀타임 근로자의 평균 소득은 59,310달러, 중간 소득은 42,718달러였으며, 이는 미국 남성 풀타임 근로자의 평균 소득 56,724달러, 중간 소득 41,965달러와 비교된다. 2010년 미국 인구 조사 데이터를 기반으로 한 2011년 보고서에 따르면, 파키스탄계 미국인 가구의 중간 소득은 63,000달러였으며, 이는 미국 전체 가구 평균 소득 51,369달러보다 상당히 높은 수치였다.
파키스탄 공동체, 특히 파키스탄의 덜 특권적인 배경에서 이주한 새로운 이민자들 사이에서는 빈곤이 발생하기도 한다. 이 이민자들은 육체 노동이나 비숙련 노동을 포함하는 저임금 직업을 택하는 경향이 있으며, 그러한 일자리를 쉽게 구할 수 있는 대도시, 특히 뉴욕에 거주하는 경향이 있다. 2000년 인구 조사에 따르면 뉴욕 전체 인구에 대한 파키스탄인의 빈곤율은 전반적으로 더 높았으며, 파키스탄인의 28%가 빈곤 상태에 있었는데, 이는 뉴욕 시의 일반 빈곤율 21%보다 높았다. 1965년부터 이주해 온 전문직 또는 학생 출신 이민자들과 비교할 때, 새로운 이민자들은 경제적으로 더 어려움을 겪는 경향이 있었다.

### 교육
아메리칸 팩트파인더에 따르면, 파키스탄계 미국인들은 학업적으로 높은 성취를 보이며, 미국 내 다른 혈통 그룹에 비해 더 높은 교육 수준을 가진 것으로 나타났다. 89.1%가 고등학교 졸업 이상이며 약 54%는 학사 학위 또는 그 이상의 전문 학위를 소지하고 있다. 또한 파키스탄계 미국인의 30% 이상이 대학원 또는 전문 학위를 소지하고 있는 것으로 밝혀졌다.

#### 의사
점점 더 많은 파키스탄계 미국인들이 의료 분야에서 일하고 있다. 북미 파키스탄 혈통 의사 협회, APPNA,는 지난 30년 동안 미국 전역의 다양한 장소에서 회의를 개최해 왔다. 2022년 기준으로 미국에서 의료 행위를 하는 파키스탄 혈통 의사는 20,000명 이상이었다. 파키스탄은 미국에서 IMG 의사의 네 번째로 높은 공급원이며, 주로 뉴욕주, 캘리포니아주, 플로리다주, 뉴저지주, 일리노이주에 집중되어 있다. 파키스탄은 또한 미국에서 면허를 받은 외국 치과의사 중 네 번째로 높은 공급원이다. 미국 의원들은 파키스탄 의료 전문가들이 국가의 의료 시스템에 기여한 바를 칭찬했다.

### 노동
이 표는 파키스탄인들이 종사하는 직업 분야를 보여주며, 미국 출생자, 파키스탄 출생자, 그리고 미국 국적자를 비교한다.
| 직업 특성 |      |                                |                    |          |
|           |      | % 관리직 - 사업/금융 관련 직업 | % 전문직 관련 직업 | % 자영업 |
| --------- | ---- | ------------------------------ | ------------------ | -------- |
| FB1       | 남성 | 15.1                           | 29.6               | 17.1     |
| FB1       | 여성 | 8.8                            | 32.0               | 9.6      |
| NB2       | 남성 | 10.0                           | 33.3               | 9.9      |
| NB2       | 여성 | 15.6                           | 50.7               | 7.2      |
| NB3       | 남성 | 17.7                           | 18.0               | 14.0     |
| NB3       | 여성 | 11.9                           | 26.7               | 8.2      |

참고: FB1 = 파키스탄 출생, NB2 = 미국 출생 파키스탄계, NB3 = 모든 미국 국적자
뉴욕 타임스는 2007년 미국 내 모든 직업 분야에 종사하는 파키스탄 출신 노동자가 109,300명으로 추산했다. 상위 10개 직업은 오름차순으로 영업 관련직, 관리자 및 행정직, 운전 및 운송 근로자, 의사, 회계사 및 기타 금융 전문가, 컴퓨터 소프트웨어 개발자, 과학자 및 정량 분석가, 엔지니어 및 건축가, 사무 및 행정 직원, 교사 등이다.

## 차별 및 부정적 정서
2001년 9·11 테러 이후 파키스탄계 미국인들은 특히 공항과 같은 장소에서 차별 사례를 보고하기 시작했다. 9·11 테러 이후 몇몇 파키스탄계 미국인들은 차별을 피하고 더 나은 사업 및 경제적 기회를 위해 스스로를 인도계 미국인으로 식별하기 시작했다.
2008년 뭄바이 테러 당시 파키스탄에 본거지를 둔 테러 조직 라슈카레 타이바에 의해 6명의 미국 시민이 사망했고, 아보타바드의 파키스탄 육군사관학교 근처에서 오사마 빈라덴의 죽음이 발생하면서 반파키스탄 감정이 크게 고조되었다.

## 정치

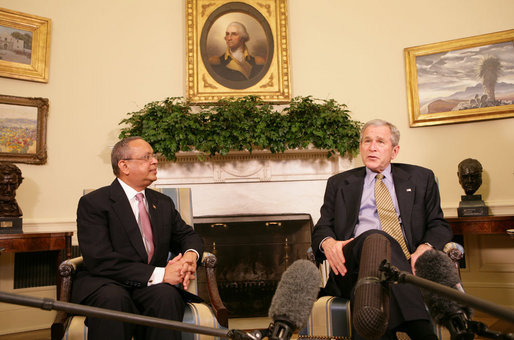
사다 컴버, 이슬람 협력 기구 초대 미국 특사, 당시 조지 W. 부시 대통령과 함께 2008년 2월 27일 오벌 오피스에서.

1965년 2차 이민 물결 이후 파키스탄계 미국인 공동체는 정치적 성향이 강하지 않았지만, 이제는 변화하고 있으며, 양당 후보들에게 자금을 기부하고 파키스탄계 미국인 인구가 많은 지역에서 선출직에 출마하고 있다. 최근에는 파키스탄계 미국인 후보들이 브루클린 (뉴욕)과 같은 도시 지역구에서 주 상원 의원직에 출마했다. 이 공동체가 지리적으로 분산되어 있기 때문에 영향력 있는 투표 블록 형성이 일반적으로 어려웠고, 이 특별한 방식으로 정치에 영향을 미치기 어려웠다. 그러나 유권자 등록 및 참여를 보장하기 위한 공동체 지도자들의 노력이 증가하고 있다. 1989년, 더 큰 정치적 조정, 행동주의 및 옹호의 필요성을 인식한 파키스탄계 미국인 그룹은 파키스탄계 미국인 정치 행동 위원회(PAKPAC)를 설립했다.
역사적으로 파키스탄계 미국인들은 보수주의라는 공통된 이념과 공화당 대통령 및 지도자들이 민주당원들보다 파키스탄에 더 우호적이라는 인식 때문에 공화당에 투표하는 경향이 있었다. 이는 2000년 미국 대통령 선거 당시 파키스탄계 미국인들이 공화당 후보인 조지 W. 부시에게 압도적인 지지를 보냈다는 사실에서 분명히 드러난다. 이러한 추세는 조지 W. 부시의 첫 임기 이후인 2004년에 역전되었다. 그의 정책은 국내외 무슬림들을 소외시켰고, 파키스탄인들도 예외는 아니었다. 조지 W. 부시가 재선에 출마했을 때, 파키스탄계 미국인들은 민주당 후보인 존 케리에게 투표했다. 전 파키스탄 외교관 무함마드 사디크 (외교관)는 워싱턴 D.C. 주미 파키스탄 대사관에서 인턴십 프로그램을 설립하는 데 도움을 주었다. 사디크는 또한 파키스탄계 미국인 공동체가 국회 의사당에 파키스탄 코커스를 조직하고 출범시키는 것을 도왔다.
과거, 특히 냉전과 조지 W. 부시 행정부 하의 테러와의 전쟁 동안에는 공화당이 민주당보다 파키스탄에 더 우호적이라는 인식이 있었다. 그러나 이러한 추세는 2011년부터 역전되었다. 그 이후로 공화당 의원들 사이에서 반파키스탄 감정이 증가하여 일부 파키스탄계 미국인들을 소외시켰다. 일부 공화당 대통령 후보들은 파키스탄에 대한 민주당의 정책을 비판했다. 2012년 공화당 대통령 후보 토론에서 공화당 후보들은 미국이 파키스탄을 신뢰할 수 있는지 의문을 제기했다. 텍사스 주지사 릭 페리는 파키스탄이 알카에다와의 싸움에 충분히 기여하지 않았기 때문에 미국의 원조를 받을 자격이 없다고 주장했다. 같은 해 데이나 로러배커는 미국 하원에서 파키스탄에 대한 원조를 대폭 삭감할 것을 제안하는 법안을 발의했다. 오바마 대통령은 반파키스탄 법안에 대해 거부권을 행사할 것이라고 맹세했다. 오바마 대통령은 또한 2012년 재선 캠페인을 위해 파키스탄계 미국인 공동체의 표와 자금을 유치했다. 2012년 3월, 오바마는 이를 위해 텍사스주 휴스턴으로 이동했으며, 파키스탄 기업가들이 주최한 만찬에서 불과 몇 시간 만에 재선 캠페인을 위해 340만 달러를 모금했다. 오바마 대통령은 또한 파키스탄에 대한 원조 지속 및 군사 장비 판매를 약속했다. 여론 조사에 따르면, 대부분의 파키스탄계 미국인들은 현재 민주당으로 지지를 바꾼 것으로 나타났다.
2013년 2013년 버락 오바마 대통령 취임식 당시 재선된 대통령은 미국 내 파키스탄 공동체 구성원들을 칭찬하며 "저는 이제 시카고 군중에게 연설하러 갈 것이지만, 먼저 여러분께 감사하고 싶습니다. 이것은 운명이나 우연이 아니었음을 알아주십시오. 여러분이 이를 가능하게 했습니다."라고 말했다. 데일리 타임스와의 전화 통화에서 미국 사업가 무함마드 사이드 셰이크는 오바마가 연설에서 파키스탄계 미국인들의 지지에 보답하고 시작한 일을 끝내기 위해 남은 임기 동안 최선을 다할 것이라고 말했다고 전했다. 오바마는 계속해서 칭찬하며 "여러분은 구역마다 스스로 조직했습니다. 여러분은 5달러, 10달러씩 이 캠페인을 책임졌습니다. 그리고 쉽지 않을 때에도 계속 나아갔습니다."라고 말했다.
2016년 대선에서 대다수 파키스탄계 미국인(88%)이 힐러리 클린턴에게 투표했다. AALDEF가 실시한 출구 조사에 따르면, 압도적인 다수(89%)의 파키스탄계 미국인들이 2020년 대선에서 조 바이든을 지지했다.
2019년 1월, 사다프 자퍼는 몽고메리에서 최초의 여성 파키스탄계 미국인 시장이자, 최초의 여성 무슬림 미국인 시장, 그리고 최초의 여성 남아시아인 시장이 되었다.
2021년 1월, 알리 자이디 (변호사)는 조 바이든 행정부에서 초대 백악관 국가 기후 고문 부고문으로 임명되었다.
2021년 3월, 바이든 대통령은 딜라와르 시예드를 중소기업청 부청장으로 지명했다.
2021년 6월, 리나 칸이 연방거래위원회 위원장이 되었다.

## 파키스탄과의 관계

2007년 11월 로체스터 (뉴욕주)에서 페르베즈 무샤라프 대통령의 비상사태 선포에 항의하는 파키스탄계 미국인들

시청 가능한 유료 TV 채널들이 여러 개 있으며, 파키스탄 TV 연속극, 리얼리티 TV 쇼, 정치 토크쇼는 국외 거주자들 사이에서 인기가 많다. 이 채널들은 인터넷으로도 시청할 수 있다. 파키스탄계 미국인들은 본국의 사회와 정치에 깊은 관심을 유지한다. 미국 내 공동체에서 파키스탄의 다양한 정당과 단체에 자금이 모금된다. 모든 파키스탄 디아스포라 중, 파키스탄계 미국인들은 2005년 파키스탄 지진으로 인해 파키스탄을 돕기 위해 가장 많은 자금을 모금했다. 신드인, 펀자브인, 파슈툰족, 발루치인과 같은 파키스탄 내 민족 집단 간의 긴장은 미국 내 이 하위 집단 간의 상호 작용에서는 반영되지 않는다.
미국 내 파키스탄 공동체는 2002/03년 이후로도 파키스탄 디아스포라 공동체 중 가장 많은 송금액을 보내왔으며, 2000/01년에는 3억 990만 달러였던 사우디아라비아로부터의 송금액이 2007/08년에는 12억 5천만 달러로 증가한 반면, 같은 기간 미국으로부터의 송금액은 7천 330만 달러에서 17억 2천만 달러로 증가했다.
2012년 파키스탄 선거관리위원회는 해외 거주 파키스탄인들에게 미래 파키스탄 총선에서 투표할 권리를 부여했다. 대사관과 영사관에 투표소를 설치하도록 허용함으로써, 이 조치는 특히 미국에 거주하는 파키스탄인들로부터 환영받았는데, 그들은 "해외 거주 파키스탄인들은 파키스탄 발전에 막대한 기여를 한다"고 밝혔다.

### 파키스탄 여행
전통적으로 영국항공은 파키스탄으로 가는 주요 노선이었는데, 런던이 파키스탄과 미국의 중간 지점이었기 때문이다. 팬아메리칸 월드 항공은 1980년대 후반까지 카라치 공항에서 운항을 중단한 마지막 미국 항공사였는데, 이는 재정 구조 조정과 1986년 9월 73편 납치 사건 때문이었다. 9·11 테러 이후에는 미국 항공사들이 파키스탄에 취항할 가능성이 사라졌다. 인권 상황이 좋지 않은 곳에 경유하는 것을 피하기 위해 파키스탄계 미국인들은 루프트한자와 같은 EU 항공사나 에티하드, 에미레이트, 카타르 항공과 같은 걸프 항공사들과의 재개를 위해 연락하고 있다.
직항 항공편은 파키스탄 국제항공에서 운항했으나, 2020년 6월, 대규모 스캔들이 발생한 후 조종사 자격 문제로 미국 FAA가 PIA의 항공편 운항을 금지했다.

## 미국 대중문화에서
- 나디아 알리는 그래미상 후보에 오른 싱어송라이터로, 일렉트로닉 댄스 뮤직 분야에서 두각을 나타내며 2001년 iiO의 싱글 "랩처"의 목소리로 전 세계 댄스 차트를 장악했다.
- 코미디 TV 시리즈 실리콘 밸리에서 디네시 추그타이는 가상의 기술 회사 파이드 파이퍼의 수석 소프트웨어 엔지니어이다. 그는 원래 이슬라마바드 출신이며 종종 우르두어를 사용하고 고향에 대한 언급을 한다. 디네시는 비꼬는 성격을 가지고 있으며 동료 버트램 길포일과의 잦은 다툼으로 유명하다. 이 캐릭터는 파키스탄계 미국인 배우 쿠마일 난지아니가 연기했다.
- 시트콤 사인필드에서 바부 바트는 에피소드 "카페"에서 제리 사인필드와 친구가 된 파키스탄 이민자이다. 그는 에피소드 "비자"에서 다시 등장하는데, 제리 건물로 이사하지만 제리가 이민 서류를 주지 않아 (실수로 그의 우편함으로 배달됨) 바부는 파키스탄으로 추방된다.
- 미스터 카포네-E는 로스앤젤레스 샌가브리엘 밸리 출신의 래퍼이다.
- 인기 TV 쇼 24의 등장인물인 나디아 야시르는 가상의 파키스탄계 미국인을 연기했다.[89]
- 2007년 The CW는 코미디 시리즈 에일리언스 인 아메리카를 방영했다. 이 쇼는 위스콘신 가족이 파키스탄 교환학생을 호스트하는 내용이다.[90]
- 파란 타히르는 24, 탐정 몽크, 저스티스와 같은 미국 TV 쇼에 출연한 파키스탄계 미국인 배우이다. 그는 또한 2009년 스타 트렉 영화에서 선장 역을 맡았다.
- 익발 테이바는 글리에서 피긴스 교장을 연기한 파키스탄 배우이다.
- 마블 코믹스의 최신 캐릭터로 미즈 마블의 망토를 이어받은 카말라 칸은 밀레니얼 세대의 파키스탄계 미국인이다. 그녀의 캐릭터와 코믹스(그녀가 타이틀 캐릭터인)는 상업적으로 성공을 거두었을 뿐만 아니라 비평가들의 찬사를 받았다.[91] 미즈 마블 TV 시리즈가 공개되었으며, 파키스탄계 캐나다인 배우 이만 벨라니가 타이틀 캐릭터를 연기했다. 벨라니는 2023년 영화 더 마블스에서 이 역할을 다시 맡는다.
- 코미나스는 보스턴에 기반을 둔 파키스탄계 미국인 밴드로, 펑크 및 타쿠아코어 장면에 두각을 나타내며 2009년 다큐멘터리 영화 타쿠아코어에 출연했다.
- 미국 스릴러 TV 시리즈 홈랜드 (드라마)의 네 번째 시즌은 파키스탄 이슬라마바드를 배경으로 한다.[92]
- 미국 코미디 TV 시리즈 브링크 (드라마)는 파키스탄의 지정학적 위기에 초점을 맞춘다.
- 미국 군사 드라마 TV 시리즈 라스트 리조트 (드라마)는 파키스탄을 배경으로 한다.
- 마담 세크리터리의 첫 시즌 3화는 파키스탄과의 외교 위기를 다룬다.
- 2016년 HBO 미니시리즈 나이트 오브는 뉴욕 퀸스를 기반으로 한 파키스탄계 미국인 가족을 중심으로 전개된다.
- 딜샤드 바드사리아는 ABC 패밀리 TV 프로그램 그릭에서 레베카 로건 역을 맡은 파키스탄계 미국인 배우이다.
- 2025년 훌루 코미디 시리즈 델리 보이스는 늦은 아버지의 델리 체인이 사실은 마약 밀수의 위장이라는 것을 알게 된 두 명의 파키스탄계 미국인 젊은 남성을 묘사한다.

## 행사
- 파키스탄의 날 국기 게양 행사는 매년 3월 23일과 8월 14일 경 미국 전역에서 개최된다.[93]
- 파키스탄 독립기념일 퍼레이드: 이 행사는 매년 8월 14일(1947년 파키스탄 건국일)경 뉴욕에서 개최된다.
- 제1회 국제 우르두어 회의는 2000년 6월 뉴욕 유엔 본부에서 열렸다. 이 회의는 우르두어 마르카즈 뉴욕이 주최했다.
- 북미 파키스탄 혈통 의사 협회 회의: 이 행사는 매년 북미 파키스탄 혈통 의사 협회 (APPNA)가 주최한다. 이 회의는 북미 전역에서 수백 명의 파키스탄계 미국인 의사와 그 가족들을 끌어모은다. APPNA의 의사들은 2010년 6월 내내 진행되는 무료 의료 행사를 위해 시간과 봉사를 제공하기도 했다.[94]
- 배터리 파크의 파키스탄 독립 기념일 축제: 이것은 정치 및 사회 운동가인 칼리드 알리가 창립한 미국 내 파키스탄계 미국인들의 가장 큰 모임이다.
- 2010년 4월, 미국 크리켓 협회는 파키스탄 크리켓 협회 (PCB)와 미국에서 경기를 개최하기로 계약을 체결했다. PCB는 미국 크리켓 협회와 합의에 도달했으며 2010년에 경기가 시작될 것으로 예상한다고 밝혔다.[95] 이는 미국에 거주하는 대규모 파키스탄계 미국인 및 파키스탄 국외 거주자 공동체 때문이기도 하다.

## 같이 보기
- 해외 파키스탄인
- 발루치계 미국인
- 파슈툰계 미국인
- 펀자브계 미국인
- 펀자브계 멕시코 미국인
- 신드계 미국인
- 파키스탄의 미국인
- 미국-파키스탄 관계
- 인도계 미국인
- 아프가니스탄계 미국인
- 이란계 미국인

## 내용주
1. ↑  “Who Are Pakistani Americans?” (PDF). 《Cdn.americanprogress.org》. 2019년 8월 17일에 원본 문서 (PDF)에서 보존된 문서. 2018년 8월 17일에 확인함.
2. 1 2 3 4 5  “ASIAN ALONE OR IN ANY COMBINATION BY SELECTED GROUPS”. 미국 인구조사국. 2020년 11월 26일에 원본 문서에서 보존된 문서. 2020년 11월 26일에 확인함.
3. ↑  Pakistanis in America March 2, 2012
4. 1 2 3  Pakistanis in U.S. 보관됨 12월 27, 2016 - 웨이백 머신, May 20, 2010.
5. ↑  United States Census Bureau. “US demographic census”. 2020년 2월 12일에 원본 문서에서 보존된 문서. 2006년 11월 19일에 확인함.
6. ↑  “Abeer Khan decided to turn cricket into something his whole community can enjoy”. FOX5NY. 2023년 6월 2일. 2023년 6월 3일에 확인함.
7. ↑  Corey Annan (2023년 5월 25일). “N.J. high schooler launches historic cricket team, signaling the sport's growth”. 2023년 6월 3일에 확인함.
8. ↑  Warner, SBG San Antonio | David (2024년 1월 23일). “San Antonio student establishes America's first high school cricket league at CAST STEM”. 《WOAI》 (영어). 2024년 3월 22일에 확인함.
9. ↑  “For one year, all the South Asians in the US were considered "white"”. 2017년 9월 2일.
10. ↑  “Pakistanis | Data on Asian Americans”. 2020년 12월 3일에 원본 문서에서 보존된 문서. 2020년 12월 7일에 확인함.
11. ↑  Morning, A (2001). 《The racial self-identification of South Asians in the United States》 (PDF). 《Journal of Ethnic and Migration Studies》 27. 72쪽. doi:10.1080/13691830125692. S2CID 15491946. 2019년 1월 9일에 원본 문서 (PDF)에서 보존된 문서.
12. ↑  Jessica S. Barnes and Claudette E. Bennett (October 2022). “The Asian Population:2000”. 《ASIAN ALONE OR IN ANY COMBINATION BY SELECTED GROUPS》. U.S. Census Bureau. 2022년 10월 14일에 원본 문서에서 보존된 문서. 2022년 10월 14일에 확인함.
13. 1 2  “The Asian Population: 2010” (PDF). 《The Asian Population: 2010》. U.S. Census Bureau. 2020년 7월 28일에 원본 문서 (PDF)에서 보존된 문서. 2020년 5월 23일에 확인함.
14. ↑  “Press Releases 2010”. Embassy of the United States Islamabad, Pakistan. 2010년 6월 16일. 2014년 11월 29일에 원본 문서에서 보존된 문서. 2014년 6월 6일에 확인함.
15. ↑  Aminah Mohammad-Arif (2007). 《The Paradox of Religion: The (re)Construction of Hindu and Muslim Identities amongst South Asian Diasporas in the United States》. 《South Asia Multidisciplinary Academic Journal》 (Samaj.revues.org). doi:10.4000/samaj.55. 2012년 3월 6일에 원본 문서에서 보존된 문서. 2014년 6월 6일에 확인함.
16. ↑  “Pakistan Link - Nayyer Ali”. 2006년 10월 22일에 원본 문서에서 보존된 문서.
17. 1 2 3 4 5 6 7  Pavri, Tinaz. “PAKISTANI AMERICANS”. 2006년 5월 6일에 원본 문서에서 보존된 문서. 2006년 4월 10일에 확인함.
18. 1 2  Pakistanis in New England 보관됨 5월 20, 2010 - 웨이백 머신. Retrieved May 19, 2010.
19. ↑  “Yearbook of Immigration Statistics: 2011 Supplemental Table 2”. U.S. Department of Homeland Security. 2012년 8월 8일에 원본 문서에서 보존된 문서. 2012년 7월 11일에 확인함.
20. ↑  “Census Profile: NYC's Pakistani American Population” (PDF). 2005년 4월 25일에 원본 문서 (PDF)에서 보존된 문서.
21. ↑  “Pakistanis in New York City (graphic)”. 《The New York Times》. 2010년 10월 23일에 원본 문서에서 보존된 문서. 2010년 5월 20일에 확인함.
22. ↑  “Pakistan International ends New York service in late-Oct 2017”. 《Routesonline》 (영국 영어). 2018년 6월 12일에 원본 문서에서 보존된 문서. 2018년 6월 8일에 확인함.
23. ↑  Ed Murray (2015년 8월 16일). “Pakistan Day Parade a display of pride in their heritage and America”. New Jersey On-Line LLC. 2015년 8월 19일에 원본 문서에서 보존된 문서. 2015년 8월 16일에 확인함.
24. ↑  Michelle Sahn (2015년 8월 15일). “ICYMI: Pakistan Day Parade To Be Held Sunday In Woodbridge, Edison”. Woodbridge Patch. 2015년 8월 17일에 원본 문서에서 보존된 문서. 2015년 8월 16일에 확인함.
25. ↑  Aatif Awan (2 December 2019), "Opinion: Why Pakistani startups are the next big thing" 보관됨 12월 17, 2019 - 웨이백 머신, MENAbytes. Retrieved 17 December 2019.
26. ↑  We are California, Featured group Pakistanis, Pg 1 보관됨 5월 13, 2009 - 웨이백 머신 Retrieved September 8, 2011
27. ↑  Ajay K. Mehrotra (2005). “Pakistanis”. Encyclopedia of Chicago. 2013년 11월 9일에 원본 문서에서 보존된 문서. 2014년 6월 6일에 확인함.
28. ↑  Source needed
29. 1 2  “Consulate General of Pakistan Houston”. Pakistanconsulatehouston.org. 2014년 3월 9일에 원본 문서에서 보존된 문서. 2014년 6월 6일에 확인함.
30. ↑  “Pakistani American Leadership Center”. PAL-C. 2015년 4월 3일에 원본 문서에서 보존된 문서. 2014년 6월 6일에 확인함.
31. ↑  Community Overview - Pakistan Consulate General 보관됨 11월 25, 2010 - 웨이백 머신. Retrieved November 29, 2010.
32. ↑  “Pakistani ancestry maps”. Epodunk.com. 2014년 5월 7일에 원본 문서에서 보존된 문서. 2014년 6월 6일에 확인함.
33. 1 2  Cities with Pakistani Ancestry 보관됨 7월 31, 2010 - 웨이백 머신. Retrieved May 22, 2010.
34. ↑  “Boonton, NJ”. Epodunk.com. 2014년 5월 25일에 원본 문서에서 보존된 문서. 2014년 6월 6일에 확인함.
35. ↑  “Lincolnia, VA”. Epodunk.com. 2014년 5월 25일에 원본 문서에서 보존된 문서. 2014년 6월 6일에 확인함.
36. ↑  “Stafford, TX”. Epodunk.com. 2014년 5월 25일에 원본 문서에서 보존된 문서. 2014년 6월 6일에 확인함.
37. ↑  “Avenel, NJ”. Epodunk.com. 2014년 5월 25일에 원본 문서에서 보존된 문서. 2014년 6월 6일에 확인함.
38. ↑  “Migration Information Source - Spotlight on the Foreign Born of Pakistani Origin in the United States”. Migrationinformation.org. 2010년 5월 30일에 원본 문서에서 보존된 문서. 2010년 5월 11일에 확인함.
39. 1 2  Pakistanis in California Pg 2 보관됨 7월 28, 2011 - 웨이백 머신. Retrieved May 21, 2010.
40. ↑  “The Parsi Community in Karachi, Pakistan”. 《The World from PRX》 (영어). 2013년 8월 15일. 2020년 5월 8일에 원본 문서에서 보존된 문서. 2021년 1월 21일에 확인함.
41. ↑  Brian Solomon (2012년 9월 5일). “Shahid Khan: The New Face Of The NFL And The American Dream”. 《Forbes》. 2012년 9월 22일에 원본 문서에서 보존된 문서. 2015년 3월 17일에 확인함.
42. ↑  Shahid Khan 보관됨 12월 26, 2018 - 웨이백 머신 on Forbes
43. ↑  Adil Najam (2006). 《Portrait of a Giving Community: Philanthropy by the Pakistani-American Diaspora》. Harvard University Press. ISBN 9780674023666. 2014년 5월 25일에 원본 문서에서 보존된 문서. 2014년 6월 6일에 확인함.
44. ↑  Kovach, Gretel C. (2009년 11월 22일). “Fort Hood soldier says Army, Islam share common values”. 《Dallas News》. 2014년 11월 29일에 원본 문서에서 보존된 문서. 2014년 11월 15일에 확인함.
45. ↑  Batalova, Jeanne (2008년 5월 15일). “Immigrants in the U.S. Armed Forces”. 《Migration Policy Institute》. 2014년 12월 4일에 원본 문서에서 보존된 문서. 2014년 11월 16일에 확인함.
46. 1 2  Tempest, Ron (2002년 5월 25일). “U.S. Heroes Whose Skills Spoke Volumes”. 《Los Angeles Times》. 2014년 11월 22일에 원본 문서에서 보존된 문서. 2014년 11월 20일에 확인함.
47. ↑  Considine, Craig (2013년 5월 26일). “Honoring Muslim American Veterans on Memorial Day”. 《Huffington Post》. 2014년 11월 15일에 원본 문서에서 보존된 문서. 2014년 11월 15일에 확인함.
48. ↑  Ballhaus, Rebecca (2016년 7월 28일). “Khizr Khan, Father of Muslim Army Officer Killed in Iraq, Challenges Donald Trump”. 《월 스트리트 저널》. 2017년 5월 25일에 원본 문서에서 보존된 문서.
49. ↑  “Pakistani Americans in US military”. 《Pakistani American Public Affairs Committee》. 2014년 11월 29일에 원본 문서에서 보존된 문서. 2014년 11월 20일에 확인함.
50. ↑  《The Illustrated History of American Military Commissaries: The Defense Commissary Agency and its predecessors, since 1989》. Government Printing Office. 475쪽. ISBN 9780160872464.
51. ↑  Getlen, Larry (2015년 6월 14일). “This ordinary Joe brought down a Russian spy at Hooters”. 《New York Post》. 2017년 6월 9일에 원본 문서에서 보존된 문서. 2017년 6월 3일에 확인함.
52. ↑  Khan, Hasan (2016년 8월 5일). “Footprints: Marine turned teacher countering Trump's rhetoric”. 《Dawn.com》. 2018년 9월 5일에 원본 문서에서 보존된 문서. 2017년 12월 24일에 확인함.
53. ↑  “Pakistani American millionaires”. Washington-report.org. 2010년 9월 7일에 원본 문서에서 보존된 문서. 2014년 6월 6일에 확인함.
54. 1 2  “Pakistani Migration to the United States: An economic perspective” (PDF). 2011년 7월 18일에 원본 문서 (PDF)에서 보존된 문서. 2014년 6월 6일에 확인함.
55. ↑  Kugelman, Michael (2012년 5월 24일). “How affluent are the Pakistani-Americans?”. 《Dawn》. 2021년 1월 26일에 원본 문서에서 보존된 문서. 2016년 8월 14일에 확인함. According to a 2011 report by the Asian American Center for Advancing Justice (AACAJ), which draws on data from the 2010 US Census and other US government sources, the median household income of Pakistani-American families is nearly $63,000. This is considerably higher than the figure for families in America on the whole ($51,369).
56. ↑  “Archived copy” (PDF). 2011년 7월 25일에 원본 문서 (PDF)에서 보존된 문서. 2007년 4월 21일에 확인함.
57. ↑  Rajan, Gita (2006년 2월 9일). 《New Cosmopolitanisms》. Stanford University Press. ISBN 9780804767842. 2021년 3월 26일에 원본 문서에서 보존된 문서. 2015년 3월 17일에 확인함.
58. 1 2 3  “U.S. Census website”. U.S. Census Bureau. 2020년 8월 20일에 원본 문서에서 보존된 문서. 2019년 7월 26일에 확인함.
59. ↑  《APPNA IMPACT》 (PDF). 《APPNA Annual Journal》 28 (북미 파키스탄 혈통 의사 협회 (APPNA)). 2022. 18쪽. 2025년 5월 9일에 확인함. Today, APPNA, the largest Pakistani organization in the US, represents over 20,000 physicians of Pakistani origin in North America, with diverse contributions in their respective disciplines and to their local communities.
60. ↑  “IMGs by Country of Origin”. Ama-assn.org. 2010년 12월 23일에 원본 문서에서 보존된 문서. 2014년 6월 6일에 확인함.
61. ↑   Archived copy at the 미국 의회도서관 (October 4, 2012).
62. ↑  Foreign-trained dentists licensed in the United States Retrieved July 8, 2011
63. ↑  Imtiaz, Huma (2011년 12월 6일). “US should apologise to Pakistan, NATO pay reparations to soldiers: Congressman Kucinich”. Tribune.com.pk. 2014년 8월 5일에 원본 문서에서 보존된 문서. 2014년 6월 6일에 확인함.
64. ↑  Min, Pyong Gap (2006). 《Asian Americans》. Pine Forge Press. ISBN 9781412905565. 2021년 3월 26일에 원본 문서에서 보존된 문서. 2015년 3월 17일에 확인함.
65. ↑  “Immigration and Jobs: Where U.S. Workers Come From”. 《The New York Times》. 2009년 4월 7일. 2010년 8월 12일에 원본 문서에서 보존된 문서. 2010년 5월 20일에 확인함.
66. ↑  “Who is Anila Daulatzai? Students Urge Boycott of Southwest Demanding Justice For Muslim Professor”. 《Muslim Matters》. 2017년 10월 23일. 2022년 1월 1일에 확인함.
67. ↑  “A Sikh champion of Muslims”. 《Daily Times》. 2017년 10월 28일. 2022년 1월 1일에 확인함.
68. ↑  “The pregnant woman who was dragged off a plane by police disputes Southwest Airline's account of what happened”. 《Business Insider》. 2017년 10월 5일. 2022년 1월 1일에 확인함.
69. ↑  “Pakistanis pose as Indians after NY bomb scare”. 《로이터》. 2010년 5월 7일. 2021년 1월 14일에 원본 문서에서 보존된 문서. 2020년 3월 23일에 확인함.
70. ↑  “Pakistanis pose as Indians after NY bomb scare”. 《익스프레스 트리뷴》. 2010년 5월 7일. 2020년 11월 7일에 원본 문서에서 보존된 문서. 2020년 11월 8일에 확인함.
71. ↑  Chris Allbritton, Mark Hosenball. “Special report: Why the U.S. mistrusts Pakistan's spies”. 《U.S.》.
72. ↑  “Six US citizens killed in Mumbai attacks: State Dept”. 《Turkish Press》. 2008년 12월 1일. 2008년 12월 2일에 원본 문서에서 보존된 문서. 2015년 10월 22일에 확인함.
73. ↑  Tinaz Pavri, "Pakistani Americans." Gale Encyclopedia of Multicultural America, edited by Thomas Riggs (3rd ed., vol. 3, Gale, 2014), pp. 425–436. online 보관됨 3월 26, 2021 - 웨이백 머신
74. ↑  “Republican contenders target Pakistan and Iran”. 《The Irish Times》. 2011년 11월 24일. 2011년 11월 29일에 원본 문서에서 보존된 문서.
75. ↑  “The Pioneer”. 2015년 12월 22일에 원본 문서에서 보존된 문서. 2015년 12월 14일에 확인함.
76. ↑  “Obama might veto bill calling for economic restrictions on Pakistan: White House”. 《The Express Tribune》. 2012년 5월 15일. 2015년 2월 4일에 원본 문서에서 보존된 문서. 2015년 3월 17일에 확인함.
77. ↑  “Obama seeks Pakistani Americans support for reelection - WORLD - geo.tv”. 2012년 3월 17일. 2021년 3월 26일에 원본 문서에서 보존된 문서. 2015년 3월 17일에 확인함.
78. ↑  “Re-elected Obama praises Pak community”. 《Daily Times》. 2013년 4월 16일에 원본 문서에서 보존된 문서. 2015년 3월 17일에 확인함.
79. ↑  “2016 Post-Election National Asian American Survey” (PDF). 《전미 아시아계 미국인 설문조사》. 2017년 5월 16일. 2021년 5월 12일에 확인함.
80. ↑  “AALDEF Exit Poll: Asian Americans Favor Biden Over Trump 68% to 29%; Played Role in Close Races in Georgia and Other Battleground States”. 《AALDEF》 (영어). 2020년 11월 13일. 2021년 11월 16일에 확인함.
81. ↑  Olivia Rizzo (2019년 5월 21일). “First female Muslim mayor in the U.S. calls this N.J. town home”. New Jersey On-Line LLC. 2019년 5월 24일에 원본 문서에서 보존된 문서. 2019년 5월 21일에 확인함. She is now the first female South Asian mayor of a New Jersey municipality and the first female Muslim mayor in the state. She is also believed to be the first female Muslim mayor, female Pakistani-American mayor and first female South Asian-American mayor first in the nation, according to Religionnews.com.
82. ↑  “Adjunct professor Ali Zaidi chosen as Biden's deputy national climate advisor”. 《The Stanford Daily》. 2020년 12월 31일. 2021년 2월 9일에 원본 문서에서 보존된 문서. 2021년 3월 4일에 확인함.
83. ↑  “President Biden Announces Key Nominee for the Small Business Administration”. 《백악관》. White House. 2021년 3월 3일. 2021년 3월 9일에 원본 문서에서 보존된 문서. 2021년 3월 4일에 확인함.
84. ↑  McCabe, David (2021년 6월 15일). “Biden Names Lina Khan, a Big-Tech Critic, as F.T.C. Chair”. 《The New York Times》 (영어). 2021년 6월 15일에 확인함.
85. ↑  Overseas Pakistanis get right to vote 보관됨 2월 17, 2012 - 웨이백 머신 March 1, 2012
86. ↑  Pakistani-Americans hail voting rights move March 1, 2012
87. ↑  Khan, Kamran (1987년 2월 16일). “PAN AM RESUMES FLIGHTS TO KARACHI”. 《Washington Post》 (미국 영어). ISSN 0190-8286. 2023년 6월 28일에 확인함.
88. ↑  “U.S. Bans Pakistan International Airlines Flights Over Pilot Concerns”. 《US News via Reuters》. 2020년 7월 9일. 2020년 7월 10일에 확인함.
89. ↑  “Television News, Reviews and TV Show Recaps - HuffPost TV”. 《The Huffington Post》. 2008년 7월 24일에 원본 문서에서 보존된 문서. 2015년 3월 17일에 확인함.
90. ↑  “Aliens In America - EW.com”. 《Entertainment Weekly's EW.com》. 2012년 10월 22일에 원본 문서에서 보존된 문서. 2015년 3월 17일에 확인함.
91. ↑  “Review: Ms. Marvel #1 - Comic Book Resources”. 《Comic Book Resources》. 2015년 3월 6일에 원본 문서에서 보존된 문서. 2015년 3월 17일에 확인함.
92. ↑  Ghias, Shehzad (2014년 10월 8일). “Pakistan in Homeland: Finally, an accurate portrayal!”. 《www.dawn.com》. 2016년 3월 6일에 원본 문서에서 보존된 문서. 2016년 3월 6일에 확인함.
93. ↑  “Flag Raising 2011 - Pak-American Community Association”. 2015년 4월 2일에 원본 문서에서 보존된 문서. 2015년 3월 17일에 확인함.
94. ↑  “South Asia Mail”. 2015년 4월 2일에 원본 문서에서 보존된 문서. 2015년 3월 17일에 확인함.
95. ↑  “Sports”. 2012년 10월 13일에 원본 문서에서 보존된 문서. 2015년 3월 17일에 확인함.

## 더 읽어보기
- Malik, Iftikhar Haider. Pakistanis in Michigan: A Study of Third Culture and Acculturation (AMS Press, 1989).
- Mosbah, Aissa, Ahmed Mukt Abdhamid Abusef, and Salah Belghoul. "Migration and Immigrant Entrepreneurship among Pakistanis: An Assessment of the State of Affairs." Journal of Management and science, 15.2 (2017): 45–53. online
- Najam, Adil. Portrait of a Giving Community: Philanthropy by the Pakistani American Diaspora (Harvard University: Global Equity Initiative, 2007).
- Pavri, Tinaz. "Pakistani Americans." Gale Encyclopedia of Multicultural America, edited by Thomas Riggs (3rd ed., vol. 3, Gale, 2014), pp. 425–436. online
- Taus-Bolstad, Stacy. Pakistanis in America (Lerner Publications, 2006).
- Williams, Raymond Brady. Religions of Immigrants from India and Pakistan: New Threads in the American Tapestry (Cambridge University Press, 1988). online review